# Hallsbergs sockenkyrka

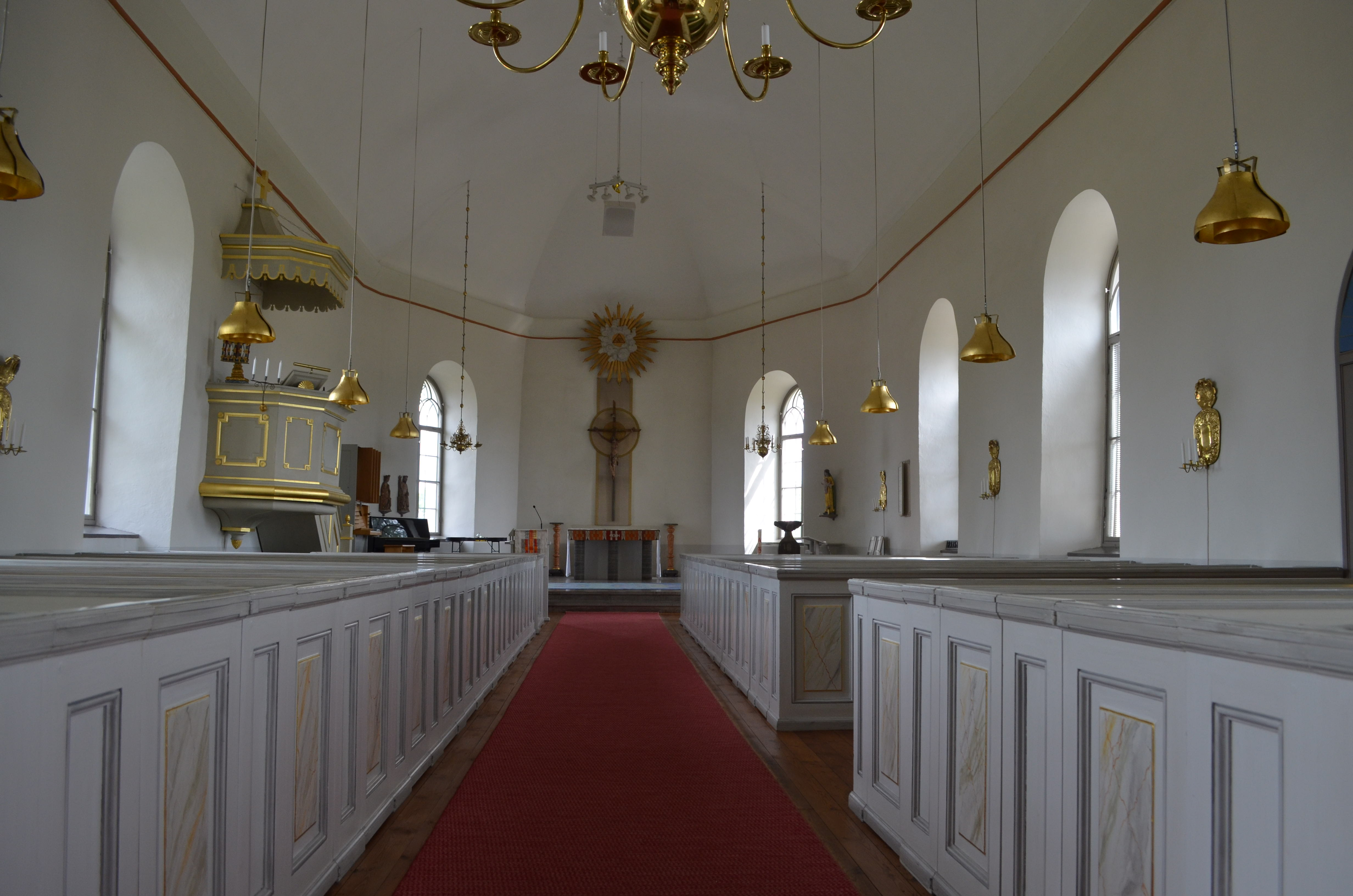
Hallsbergs sockenkyrkas kyrksal

Hallsbergs sockenkyrka (Hallsbergs kyrka) är en kyrkobyggnad som ligger cirka 3 kilometer öster om Hallsberg i Hallsbergs kommun och tillhör Hallsbergs församling.

## Historia
Av det medeltida (1100-talet) långhusets murverk återstår den södra och norra väggen. I perioden mellan 1350 och 1550 tillkom sakristia. Mellan 1819 och 1823 tillbyggdes korpartiet och ett torn tillkom.
1865, samma år som Hallsberg fick sin förste egna kyrkoherde, byggdes prästgården i nära anslutning till kyrkan.
På kyrkogården sydost om kyrkan ligger Elise Sahlqvist, en av det sena 1800-talets mest framgångsrika svenska kvinnliga företagare, begravd.

## Orgel
- 1858 bygger E A Setterquist, Hallsberg, en orgel med 10 stämmor.
- 1924 bygger E A Setterquist & Son, Örebro en orgel med 16 stämmor, fördelat på två manualer och pedal.
- Den nuvarande orgeln är byggd 1976 av Fredriksborgs Orgelbyggeri, Hilleröd, Danmark. Orgeln är mekanisk.

| Huvudverk I  | Svällverk II      | Pedal           | Koppel |
| Principal 8’ | Gedackt 8’        | Subbas 16’      | I/P    |
| Rörflöjt 8’  | Salicional 8’     | Rörgedackt 8’   | II/P   |
| Octava 4’    | Principal 4’      | Koralbas 4'     | II/I   |
| Gemshorn 4’  | Rörflöjt 4'       | Rauschqvint III |        |
| Octava 2’    | Blockflöjt 2'     | Fagott 16'      |        |
| Mixtur IV    | Nasat 1 1/3'      | Skalmeja 4'     |        |
| Trumpet 8'   | Scharf III        |                 |        |
|              | Vox Humana 8'     |                 |        |
|              | Tremulant         |                 |        |
|              | Crescendosvällare |                 |        |

- Kororgeln är byggd 1975 av A Magnussons Orgelbyggeri AB, Göteborg. Orgeln är mekanisk.

| Manual       | Pedal   | Koppel  |
| Gedackt 8’   | Bihängd | Man/Ped |
| Rörflöjt 4’  |         |         |
| Principal 2' |         |         |